# جون هوليوود
جون هوليوود (23 مايو 1926 في نيوزيلندا - 16 يوليو 1952) (بالإنجليزية: John Hollywood)‏ هو لاعب كريكت نيوزلندي. لعب مع فريق أوكلاند للكريكت ‏.

## وصلات خارجية
- جون هوليوود على موقع إي آس بي آن كريك إنفو (الإنجليزية)